# Svarstad
Svarstad este o localitate din comuna Lardal, provincia Vestfold, Norvegia, cu o suprafață de 0,64 km² și o populație de 580 locuitori (2013).